# Emilie Mayer
Emilie Luise Friederica Mayer (ur. 14 maja 1812 we Friedlandzie w Meklemburgii, zm. 10 kwietnia 1883 w Berlinie) – niemiecka kompozytorka. 
Pochodziła z rodziny aptekarza, Augusta Friedricha Mayera. Dwaj jej bracia zostali później aptekarzami w Szczecinie. Pierwsze lekcje z nauki gry pobierała u organisty Drivera we Friedlandzie. Po śmierci ojca w 1840 roku Emilie zamieszkała w Szczecinie, gdzie pobierała lekcje u wybitnego szczecińskiego kompozytora i organisty Carla Loewego.  Dalsze studia muzyczne kontynuowała od 1847, m.in. w Berlinie u Adolfa Bernharda Marxa. 
Emilie Mayer działała głównie w Berlinie, gdzie prowadziła otwarty salon kulturalny, ale często wracała do Szczecina, także na dłuższe okresy. Komponowała pieśni, utwory kameralne i symfoniczne, była także autorką singspielu Rybaczka (Die Fischerin), według Johanna Wolfganga Goethego.